# Jaú do Tocantins
Jaú do Tocantins è un comune del Brasile nello Stato del Tocantins, parte della mesoregione Ocidental do Tocantins e della microregione di Gurupi.